# Vladislav Zolotarjov
Vladislav Andrejevitsj Zolotarjov (Russisch: Владислав Андреевич Золотарёв) (De-Kastri, 13 september 1942 - Moskou, 13 mei 1975) is een Russische bajanspeler en componist.

## Biografie
Geboren in De-Kastri in de kraj Chabarovsk, heeft Zolotarjov als kind op veel verschillende plaatsen gewoond. In 1947 verhuisde hij met zijn ouders naar Goedaoeta in Georgië. Daar zag hij zieke, uitgehongerde mensen, wat hem een trauma opleverde dat hij de rest van zijn leven zou meedragen. 
Later ging hij studeren aan de voortgezette muziekschool in Magadan, in de klas van N.A. Lesnoj (bajan), waar hij in 1968 afstudeerde. Hij vervolgde zijn studie compositie bij Rodion Sjtsjedrin en aan het Conservatorium van Moskou bij Tichon Chrennikov. Hij componeerde onder meer kamermuziek, strijkkwartetten en vocale muziek, maar is evenwel het meest bekend voor zijn stukken voor bajan.
Friedrich Lips en A. Surkov schreven in Anthology of Compositions for Button Accordion: 
Het creatieve werk van Zolotarjov kan omschreven worden als een mijlpaal voor de ontwikkeling van de accordeon muziek. Zijn composities belichtten voor het eerst alle voordelen van het nieuwe systeem (convertor, free-bass). Voor het eerst trad de bajan op als volwaardig concertinstrument.
Zolotarjov, zelf gelovig katholiek, had veel moeite met het toenmalige politieke klimaat. Het Sovjet-regime was hard voor katholieke kunstenaars. Uit wanhoop pleegde hij op 33-jarige leeftijd zelfmoord.
De Kazachse schrijfster Inna Klause schreef in het Duits een biografie over zijn leven.

## Belangrijkste werken
- Partita
- Kindersuite N°1
- Kindersuite N°2
- Kindersuite N°3
- Kindersuite N°4
- Kindersuite N°5
- Kindersuite N°6
- Sonata N°2
- Sonata N°3
- Het klooster Ferapontov